# 자크 드 라 팔리스

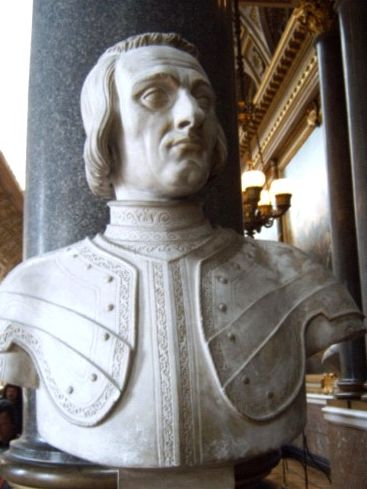
베르사유 궁전에 있는 라 팔리스의 대리석 흉상

자크 드 라 팔리스 (Jacques de La Palice 또는 de La Palisse, 1470년 – 1525년 2월 24일)는 프랑스의 귀족 및 군사 장교이다. 그의 전체 이름 및 작위는 라 팔리스, 파시, 쇼브로스, 보르르콩트, 에롱의 영주 자크 2세 드 샤반느이다. 1511년에 프랑스의 그랑 메트르 직위를 받았다.
프랑수아 1세의 하에서 육군원수로서 이탈리아군에 맞서 싸웠으며, 파비아 전투 중에 사망했다.

## 생애
오베르뉴 라팔리스에서 태어났다.
15살때 동갑이던 샤를 8세의 휘하에서 근무했다. 그의 첫 전투는 생토뱅뒤코르미에 전투 (1488년)였다. 4년 뒤 그는 고관 외스타슈 드 몽베롱 (Eustache de Montbéron)의 딸 잔 드 몽베롱과 혼인했다. 1494년 그는 나폴리 왕국과의 전쟁에서 왕과 동행했으며, 1495년 나폴리 함락과 더불어 프랑스군을 본거지로 퇴각하게 만든 이탈리아 동맹들과 맞선 전투 포르노보 전투 (1498년)에도 참여했다.
샤를 사망후, 그는 밀라노와의 전쟁에서 새로 즉위한 루이 12세와 동행하였다. 그는 아브루치와 풀리아 일대의 영토 일부를 정복해냈고, 1502년 아브루치 부왕으로 임명됐다. 하지만 그는 루보 전투 (1503년)에서 패배했고 곤살로 페르난데스 데 코르도바에 의해 포로로 붙잡혔다. 1504년에 석방되었는데, 같은 해에 아내가 사망했다.
그는 제노바 공성전에서 프랑스 선봉대를 이끌었으며, 이 과정에서 심각한 부상을 입었다. 1509년 베네치아 공화국을 상대로 캉브레 동맹 전쟁이 발발했다. 라 팔리스는 트레빌리오 공성전에 참여했고 아냐델로 전투에서 승리를 거뒀다. 그후로 그는 롬바르디아의 프랑스군 총사령관이 되었고, 신성 로마 황제 막시밀리안 1세를 도우러 파견되어, 1509년 성공을 거두지 못한 파도바 공성전에 참여했다. 1511년 샤를 당부아즈가 사망한 후, 라 팔리스는 이탈리아내 프랑스군 총사령관이 되었고 프랑스의 그랑 메트르로 임명됐다.
이탈리아에 가스통 드 푸아가 도착한 후, 라 팔리스는 그의 휘하 장교가 되어, 스페인의 포위로부터 볼로냐를 구원하는데 성공해냈다. 그는 라벤나 전투 (1512년)에 참전하였는데, 드 푸아가 사망함으로서, 라 팔리스는 총사령관직을 이어받았다. 그러나 그의 늦은 행동들은 패배한 적들이 회복할 여력을 내주어 롬바르디아에서 프랑스군이 추출당했다.
프랑스로 돌아온 그는 나바라의 후안 3세를 구출하러 피레네로 파견됐지만, 곧 그는 잉글랜드군에 대항해 아르투아에 있는 프랑스의 최후의 영토 테루안으로 변경되었다. 1513년 8월 6일 그는 긴가트 전투에서 패배했고 포로로 잡혔다. 후안 3세가 똑같이 패배를 당했는데, 이것은 루이 12세의 확장주의의 종말을 나타냈다. 라 팔리스는 직위에서 해제당했고, 그의 봉지로 은퇴하여, 그곳에서 1514년 마리 드 믈룅 (Marie de Melun)과 혼인하여 자식 4명을 두었다.
루이의 후임자 프랑수아 1세는 그에게 그랑 메테르 직위를 돌려주었고, 1515년 1월 2일에는 프랑스 육군원수직까지 더해주었다. 육군원수 오비니의 지휘하에서 라 팔리스는 피에몬테 침공에 참여하여, 프로스페로 콜론나에 맞서 빌라프란카를 함락시키고, 마리냐노 전투에서 프랑수아의 휘하 장교 중 하나였다. 누아용 조약 서명 후, 전쟁이 끝나, 프랑스로 돌아갔다.
라 팔리스는 카를 5세와의 평화 협정 협상자로서 칼레에 파견됐다. 협상 참가자들은 협의에 이르는데 실패했고, 그는 육군원수 오데 드 푸아의 휘하 장교로 이탈리아에 돌아와, 콜론나에게 패배한 비코카 전투 (1522년)에서 프랑스군 주요 열을 지휘했다. 라 팔리스는 피레네로 다시 파견되었다가, 부르봉 공작이 이끄는 마르세유 포위를 풀어내는데 성공을 거뒀다. 아비뇽 정복 후, 그는 스페인으로부터 버림받았던 밀라노로 이동했다. 1524년 10월 28일에 라 팔리스는 안토니오 데 레이바가 지키는 파비아 공성전을 시작했다. 황제-스페인군이 도착, 파비아 전투가 벌어졌다 (1525년 2월 24일). 라 팔리스는 교전중에 독일인 란츠크네흐트들에게 붙잡혀, 처형당했다.

## 라팔리사드
라 팔리스는 우스운 문구 라팔리사드에 그의 이름을 주었다. 이 신조어는 라 팔리스의 묘비명에서 생겼는데, 다음과 같다
"Ci-gît le Seigneur de La Palice: s'il n'était pas mort, il ferait encore envie."
("이곳에 라 팔리스 영주가 누웠다: 만약 그가 죽지 않았더라면, 그는 여전히 부러움을 받았을 것이다.")
이 문장들은 긴 s가 혼동을 일으켰던 "...il ſerait [serait] encore en vie" ("...그는 여전히 살아있을 것이다")라고 잘못 읽혔다 (사고였든간에 고의였든간에). 16세기에 이 오독은 민중들의 풍자 노래로 흡수되었고, 여러 시기에 다양하게 발전하였다. 18세기 초 베르나르 드 라 몽누아는 우스운 라 팔리스의 4행 연구집 50개가 넘는 것을 수집했고 라 팔리스의 노래라는 희과곡으로 출판했다. 이 노래에서 나온 프랑스어 단어 라팔리사드 (Lapalissade)는 전적으로 명백한 사실을 의미한다.

## 같이 보기
- 라팔리스성
- 이탈리아 전쟁